# 松永暢史
松永 暢史（まつなが のぶふみ）は、日本で教育環境設定コンサルタントとして活動を行っている人物。

## 略歴
1957年、東京都生まれ。学生であった18歳のときから2022年現在まで47年にわたり家庭教師のアルバイトを続けている。
また、有限会社ブイネットの事業として、独自の教育法を実践する「教育相談事務所V-net」を開始し、代表に就任するなど、教育相談の事業も行っている。
さらに、個人指導の経験から、子どもの基礎学力を育成する音読・暗算・作文メソッドを開発し、2022年指導者養成講座を開設。それらのメソッドの普及活動をおこなう一般社団法人音読道場連盟の理事に就任した。

## 著作
- 『男の子を伸ばす母親は、ここが違う！』（扶桑社）[3]
- 『カタカムナ音読法』（ワニブックス）[7]
- 『「ズバ抜けた問題児」の伸ばし方 』（主婦の友社）[2]
- 『落ち着かない・話を聞けない・マイペースな小学生男子の育て方』（すばる舎）[2]
- 『賢い子どもは「家」がちがう!』（リベラル社）[2]
- 『将来賢くなる子は「遊び方」が違う』（ベストセラーズ）[2]
- 『2020年大学入試改革丸わかりBOOK』（ワニブックス）[2]